# Highlander (franquia)
Highlander é uma franquia americano-britânica de cinema e televisão criada pelo roteirista americano Gregory Widen. A série começou com Highlander, um filme de fantasia de 1986 estrelado por Christopher Lambert, que interpretou Connor MacLeod, o Highlander titular. Foram produzidos quatro filmes de Highlander para o cinema, um filme feito para a TV, duas séries de TV live-action, uma série de televisão animada, um filme de anime, uma série de animação em flash, romances originais, histórias em quadrinhos e vários produtos licenciados.
O personagem principal da série, Connor MacLeod, nasceu em Glenfinnan, nas Terras Altas da Escócia, no século XVI. MacLeod é um dos vários imortais fortalecidos por uma energia chamada "Quickening" e só pode morrer se for decapitado. Outros protagonistas imortais do clã MacLeod foram introduzidos ao longo do tempo, incluindo Duncan MacLeod, Quentin MacLeod e Colin MacLeod, cada um deles existindo em suas próprias linhas do tempo.
Na televisão, Highlander: The Series foi ao ar por seis temporadas, de 1992 a 1998, estrelando Adrian Paul como o parente de Connor, Duncan MacLeod, outro Highlander imortal nascido décadas depois. Os personagens recorrentes da série incluíam a ladra imortal Amanda (Elizabeth Gracen) e o imortal mais velho Methos (Peter Wingfield), que tiveram programas derivados, Highlander: The Raven e The Methos Chronicles, respectivamente, que duraram uma temporada cada.

## Filmes

### Highlander(1986)
O filme original Highlander, dirigido por Russell Mulcahy, foi lançado em 7 de março de 1986, com o slogan "There Can Be Only One" (Só pode haver um). O filme apresenta várias cenas de flashback que estabelecem a história inicial de Connor MacLeod (Christopher Lambert) do Clã MacLeod. Depois de morrer no campo de batalha em 1536 e voltar à vida totalmente curado, Connor é orientado por um espadachim egípcio que se autodenomina Juan Sánchez-Villalobos Ramírez (Sean Connery). O jovem Highlander descobre que ele e outros estão entre um raro número de humanos nascidos ao longo da história em diferentes partes do mundo que possuem o "Quickening", um poder que os conecta à natureza, os deixa incapazes de ter filhos e os torna eternos e incapazes de morrer, a menos que sejam decapitados. Os imortais podem absorver o "Quickening" de outro ao tirar sua cabeça, e muitos lutam entre si para aumentar seu poder. Ramírez diz que um dia, quando restarem apenas alguns, eles serão levados para uma "terra distante" e lutarão na Reunião, onde o último sobrevivente receberá o Prêmio: o poder reunido de todos os imortais que já viveram, poder suficiente para escravizar toda a humanidade.
Na história do filme, a Reunião está ocorrendo em 1985 na cidade de Nova York, onde MacLeod vive como antiquário, trabalhando ao lado de sua filha adotiva Rachel. O Highlander ainda vive e precisa garantir que o Prêmio não seja ganho por Kurgan (Clancy Brown), o mesmo imortal implacável que o perseguiu e matou Ramírez séculos antes. À medida que a batalha final se aproxima, MacLeod reflete sobre sua vida com sua filha adotiva Rachel Ellenstein (Sheila Gish) e conhece um novo amor, a cientista forense Brenda Wyatt (Roxanne Hart).
O filme foi intitulado Shadow Clan and Princes of the Universe nos primeiros esboços. Ao ser lançado, o filme não foi um sucesso financeiro e foi mal avaliado pela crítica. No entanto, ganhou um forte culto de seguidores, foi um sucesso internacional e é considerado por muitos como o melhor filme da série.
A trilha sonora original foi composta por Michael Kamen. O Queen produziu e executou a trilha sonora, lançada como o álbum A Kind of Magic (uma referência a uma frase usada por Connor no filme para explicar sua capacidade de sobreviver à morte). Os sons da trilha sonora também foram usados em Highlander: The Series, e a faixa "Princes of the Universe" tornou-se a música-tema da introdução do título de abertura do programa.
O filme arrecadou US$ 12,9 milhões em todo o mundo, sendo US$ 5,9 milhões nos Estados Unidos e no Canadá.

### Highlander II: The Quickening(1991)
Highlander II: The Quickening foi dirigido inicialmente por Russell Mulcahy. As filmagens foram feitas quase inteiramente na Argentina. Depois que a economia do país entrou em colapso, os investidores do filme assumiram o controle direto do filme, removendo Mulcahy e sua influência criativa e alterando a história. Lançado em 1º de novembro de 1991, o filme se passa principalmente em 2024, com flashbacks de eventos na Terra na década de 1990 e também no planeta Zeist "500 anos atrás". O filme apresenta a história de origem dos imortais, retratando Ramírez e MacLeod como revolucionários alienígenas de Zeist que se opõem aos governantes corruptos e ao General Katana (Michael Ironside). Ramírez e MacLeod, que compartilham um vínculo devido a uma magia chamada "Quickening", são exilados para a Terra junto com outros. Na Terra, eles se tornam imortais e são forçados a matar uns aos outros até que apenas um fique vivo. O vencedor terá uma escolha: tornar-se mortal e viver sua vida na Terra ou retornar a Zeist, agora perdoado de todos os crimes. Essa história de origem contradiz a idade e a história de Ramírez no primeiro filme, a infância de Connor na Escócia e as circunstâncias de como os dois se conheceram, mas nenhuma explicação é oferecida para essas contradições. Highlander II: The Quickening também não explica por que MacLeod parece não ter mais acesso ao poder que ganhou no final do filme anterior, que lhe permitia acessar os pensamentos e sonhos de todas as pessoas vivas. Apenas a mortalidade que ele conquistou é mencionada.
Na história principal do filme, a camada de ozônio se deteriora e muitas pessoas são mortas pela radiação solar em 1994, inclusive Brenda Wyatt (que agora é a esposa de Connor). Em 1999, MacLeod supervisiona uma equipe que cria um escudo de proteção contra a radiação solar em todo o planeta. A Terra está protegida, mas não é mais possível ver o céu ou a luz natural do sol. Em 2024, a humanidade está em grande parte desesperada, pois a sociedade está dominada pela violência e pelo crime. O Escudo está agora sob o controle da The Shield Corporation (TSC), que cobra caro dos países por sua proteção. Depois de ganhar o Prêmio em 1985, MacLeod tornou-se mortal e envelheceu fisicamente, tornando-se um idoso frágil. Preocupada com a possibilidade de o Highlander ainda retornar a Zeist, Katana envia imortais atrás dele. MacLeod se defende e seus agressores morrem, e suas energias imortais restauram sua juventude. Ele se alia a Louise Marcus (Virginia Madsen), uma radical política que sabe que a camada de ozônio foi restaurada e que a TSC está encobrindo a verdade para continuar lucrando. Junto com eles está Ramírez, que MacLeod convoca de volta à vida por meio de seu vínculo mágico. Eles lutam contra Katana e finalmente libertam a Terra do Escudo.
Quando Highlander II: The Quickening foi lançado em 1991, foi mal avaliado pelos críticos de todo o mundo e hoje é considerado um dos piores filmes já feitos. Russell Mulcahy ficou desapontado com o filme e, mais tarde, fez sua própria versão do diretor, reeditando as filmagens e removendo todas as referências verbais aos imortais como alienígenas de um planeta chamado Zeist. A filmagem de Zeist foi reaproveitada como um flashback de uma civilização antiga e tecnologicamente avançada que existia na Terra antes da história registrada (o nome e a localização dessa civilização não são mencionados). MacLeod e Ramírez agora são considerados membros dessa sociedade antiga e afirma-se que eles, juntamente com Katana e outros, são novamente seres humanos raros nascidos com imortalidade. Embora o filme ainda mostre Ramírez usando uma forma de magia, ela não é mais chamada de Quickening. Os governantes dessa antiga sociedade baniram os revolucionários e criminosos imortais para diferentes pontos no futuro, permitindo que Ramírez fosse enviado para o antigo Egito, enquanto MacLeod se tornava um Highlander na Escócia do século XVI, e os dois se reuniam mais tarde. Diz-se que o vencedor do Prêmio pode se tornar mortal e viver sua vida "no futuro" ou optar por retornar à sua civilização original no passado distante.
Em 2004, foi lançada uma Edição Especial, com várias alterações, incluindo novos efeitos visuais gerados por computador em todo o filme (e a mudança do Escudo de vermelho para azul escuro, como originalmente planejado). Embora muitos fãs tenham considerado a Versão do Diretor e a Edição Especial melhores do que o filme original, a recepção geral ainda foi mista.

### Highlander III: The Final Dimension(1994)
Highlander III: The Final Dimension (também intitulado Highlander: The Sorcerer) foi lançado no final de 1994 nas Filipinas e no Reino Unido e em 27 de janeiro de 1995 nos Estados Unidos. É uma sequência direta do filme original, ignorando e contradizendo a história de Highlander II: The Quickening. Após a morte de Brenda Wyatt em um acidente de carro em 1987, MacLeod vive em Marraquexe com seu filho adotivo John. Em 1994, ele é caçado pelo guerreiro Kane (Mario Van Peebles), que não participou da Reunião original porque foi enterrado em uma caverna japonesa por magia, isolando-o do Jogo. Tendo matado e absorvido o poder do segundo professor de MacLeod, o feiticeiro Nakano (Mako Iwamatsu), Kane é um mestre da ilusão. Percebendo que há outros imortais novamente, Connor retorna a Nova York para garantir que Kane não ganhe o Prêmio. No caminho, ele encontra um novo amor, a arqueóloga Dra. Alex Johnson (Deborah Unger), que se assemelha a uma mulher que MacLeod amou durante a Revolução Francesa. Kane sequestra John e atrai MacLeod para uma batalha final em Nova Jersey. McLeod vence e parte para começar uma nova vida com John e Alex.
O filme arrecadou US$ 36,7 milhões em todo o mundo, com US$ 13,7 milhões nos Estados Unidos e no Canadá. Os críticos afirmam que o filme foi pouco mais do que uma repetição do primeiro filme.

### Highlander: Endgame(2000)
Highlander: Endgame, lançado nos cinemas em 1º de setembro de 2000. Em vez de ser uma sequência direta da franquia de filmes Highlander, o filme seguiu a continuidade da recém-encerrada Highlander: The Series, atuando como uma ponte da franquia, estrelando tanto o protagonista do filme anterior, Connor MacLeod, quanto o protagonista da série de TV, Duncan MacLeod. Na série de TV, os eventos do filme original Highlander ainda ocorreram, mas o Prêmio não foi ganho porque muitos imortais ainda viviam na Terra em 1985. O protagonista da série, Duncan, é apresentado no primeiro episódio como outro imortal do Clã MacLeod que nasceu décadas depois que Connor deixou o clã. Christopher Lambert apareceu como Connor no primeiro episódio, revelando ter sido o professor de Duncan nos caminhos dos imortais.
O antagonista do filme é Jacob Kell (Bruce Payne), um imortal maligno que ignora as regras do Jogo. Kell guarda rancor contra Connor MacLeod e mata sua filha adotiva, Rachel Ellenstein, quando bombardeia sua antiga loja de antiguidades na cidade de Nova York. Após a morte de Rachel, Connor fica desiludido com a vida e passa uma década em uma fortaleza escondida conhecida como Santuário. Quando Kell descobre o Santuário dez anos depois, Connor e Duncan unem forças contra ele. Acreditando que nenhum dos dois pode derrotar Kell sozinho, Connor, cansado de sua vida imortal, insiste em ser morto por Duncan para que o MacLeod mais jovem possa possuir seu poder combinado. Duncan relutantemente faz isso e derrota Kell.
A reação da crítica a Highlander: Endgame foi negativa. Ele tem uma classificação de 11% de "podre" no Rotten Tomatoes, com base em 53 críticas, mais alta do que Highlander II: The Quickening e Highlander III: The Final Dimension, ambos com classificações de 5% ou menos, e uma pontuação de 21 de 100 no Metacritic, com base em 16 críticas.
O filme foi um fracasso de bilheteria, conseguindo arrecadar US$ 15 milhões de seu orçamento de US$ 25 milhões. O filme estreou em 3º lugar, arrecadando US$ 5.067.331 no fim de semana de estreia. Em seguida, arrecadou US$ 12.811.858 no mercado interno e US$ 3.031.750 nos mercados estrangeiros, totalizando US$ 15.843.608 em todo o mundo. No entanto, vendeu mais quando foi lançado em DVD. Isso fez com que os produtores lançassem a versão do diretor, acrescentando novas filmagens, melhores efeitos especiais e faixas de áudio, além de reeditar algumas partes da história. A recepção da versão do diretor foi mista, mas melhor do que a recepção geral dos fãs ao lançamento nos cinemas.

### Highlander: The Source(2007)
Highlander: The Source estreou no Sci Fi Channel em 15 de setembro de 2007 e continua a história de Highlander: The Series, que se passa vários anos depois de Highlander: Endgame. O filme se passa em uma versão futura da Terra, onde a sociedade humana caiu na violência e no caos. Duncan MacLeod e um grupo de aliados buscam um poço de energia na Europa Oriental que pode ser a lendária Fonte da Imortalidade, enquanto lutam contra o Guardião (Cristian Solimeno), um imortal dotado de habilidades sobre-humanas. A história e a mitologia da Fonte da Imortalidade deveriam ser expandidas em filmes futuros, mas a recepção de Highlander: The Source foi amplamente negativa e os planos para histórias posteriores foram cancelados. Um curta-metragem de 2008 chamado "Reunion", escrito pelo produtor da série de TV David Abramowitz e dirigido por Don Paonessa, apresentou os personagens da série, mas não reconheceu os eventos de Highlander: The Source. Na Convenção Mundial de Highlander, no ano seguinte, Abramowitz e outros integrantes da série de TV se referiram a Highlander: The Source como um "sonho ruim" que Duncan teve. No mesmo ano, a Big Finish Productions lançou peças de áudio oficialmente licenciadas de Highlander: The Series que contradiziam os eventos de Highlander: The Source.

### Futuro da franquia
Em 2008, a Summit Entertainment comprou os direitos da franquia, com a intenção de produzir um remake do filme original de 1986. Os roteiristas Art Marcum e Matt Holloway e o produtor Peter Davis foram integrados ao projeto em um determinado momento. Justin Lin assinou contrato para dirigir o filme. O título divulgado do filme era Highlander: The Reckoning.
O produtor Neal H. Moritz disse em uma entrevista que eles querem se manter fiéis às mitologias como um todo da franquia Highlander, reconhecendo que há pontos em comum entre todos os diferentes projetos da franquia, mas para permanecer fiel ao que o filme original entregou, enquanto apresenta a nova versão para os antigos e novos fãs da franquia.
A escritora dos filmes da Saga Crepúsculo, Melissa Rosenberg, foi designada para escrever o roteiro de Highlander: The Reckoning em 2011. Justin Lin ainda estava designado para dirigir, mas em agosto, Lin desistiu do filme devido a compromissos com outros projetos.
Em 2012, o diretor Juan Carlos Fresnadillo assinou contrato para dirigir o remake. Houve rumores de que Vinnie Jones e Ray Stevenson foram considerados para o papel de Kurgan. Ryan Reynolds foi confirmado para interpretar Connor MacLeod. Mais tarde, em dezembro, Fresnadillo deixou o projeto devido a diferenças criativas e Reynolds também desistiu do filme.
David Abramowitz, escritor e produtor executivo de Highlander: The Series, foi indicado para melhorar o roteiro do filme em 2013. Em outubro, Cedric Nicolas-Troyan foi contratado para dirigir o filme. No ano seguinte, em novembro, o estúdio queria o Tom Cruise no papel de Ramírez, mas Cruise estava ocupado com as filmagens de Missão Impossível - Nação Secreta e, segundo consta, não estava pensando em projetos futuros naquele momento. Desde então, há rumores de que James Jaysen Bryhan poderia interpretar Ramírez.
O lutador que se tornou ator Dave Bautista foi escalado para o papel de Kurgan em fevereiro de 2015. Nicolas-Troyan disse que ainda estava envolvido com o remake, mas, mais tarde, em novembro de 2016, Chad Stahelski foi confirmado para dirigir, e Ryan J. Condal foi contratado para a produção do roteiro. Stahelski revelou que o remake estava em "modo de desenvolvimento pesado" em junho de 2020.
Henry Cavill estava em negociações para um dos papéis principais em maio de 2021, mas não se sabia exatamente qual personagem ele interpretaria.
Em outubro de 2023, a Lionsgate, proprietária da Summit Entertainment, estava avançando com o remake, com Cavill estrelando como MacLeod e Stahelski ainda na direção e Mike Finch no roteiro. O orçamento do filme é supostamente superior a US$ 100 milhões e os produtores do projeto incluem Joshua Davis, Moritz, Stahelski e Louise Rosner. A Lionsgate pretendia vender o filme para distribuidores internacionais no American Film Market de 2023, com previsão de início das filmagens no começo de 2024.

## Filme de anime

### Highlander: The Search for Vengeance(2007)
Em 2007, foi lançado um filme de anime, Highlander: The Search for Vengeance, apresentando o imortal Colin MacLeod no ano de 2187. O filme existe em sua própria linha do tempo, separado dos filmes live-action e dos programas de TV. A história se passa, em grande parte, em uma versão pós-apocalíptica da Terra e implica que os imortais podem usar seu poder para obter velocidade e força sobre-humanas.

## Televisão

### Highlander: The Series(1992–1998)
Em 1992, foi desenvolvido um spin-off para a televisão, intitulado Highlander: The Series. Ela foi exibida de 3 de outubro de 1992 a 16 de maio de 1998. A série foi um desdobramento do longa-metragem de 1986, mas com uma grande diferença: os imortais ainda existem após 1985. O primeiro episódio da segunda temporada confirmou que os eventos do filme original Highlander ainda aconteciam na linha temporal da série de TV, mas que a batalha de Connor com Kurgan não era o Encontro e ele não ganhou o Prêmio, já que nessa versão havia muitos outros imortais ainda vivos na Terra em 1985. A série apresentou os Watchers, uma organização de mortais que observa e registra a vida dos imortais.
Adrian Paul estrelou como Duncan MacLeod, outro imortal do mesmo clã de Connor, nascido décadas depois. Logo após Duncan perceber que é imortal, Connor o encontra e o treina por anos antes de ambos se separarem. Christopher Lambert reprisou seu papel como Connor Macleod no primeiro episódio e foi mencionado novamente em vários episódios subsequentes. A série contou originalmente com Alexandra Vandernoot como o amor de Duncan, Tessa Noël, e Stan Kirsch como seu jovem amigo Richie Ryan. Outros personagens regulares da série incluíam Philip Akin como Charlie DeSalvo, Jim Byrnes como Joe Dawson, Lisa Howard como Anne Lindsey, Michel Modo como o personagem cômico Maurice e Peter Wingfield como o imortal Methos. Roger Daltrey, da banda The Who, fez aparições recorrentes como Hugh Fitzcairn, o amigo imortal de Duncan, enquanto Elizabeth Gracen fez aparições frequentes como Amanda Darieux, a velha amiga de Duncan e seu ocasional interesse amoroso, uma ladra imortal cuja popularidade a levou a ser a estrela da série spin-off Highlander: The Raven.
Em seus seis anos de duração, a série teve muitas estrelas convidadas notáveis, incluindo Joan Jett, Vanity, Richard Moll, Traci Lords, Sheena Easton, "Rowdy" Roddy Piper, Nia Peeples, Rae Dawn Chong, Eric McCormack, Sandra Bernhard, Claudia Christian e Ron Perlman. O programa foi coproduzido por parceiros internacionais, incluindo Gaumont, RTL Plus (Alemanha), Rysher Distribution (Estados Unidos), Reteitalia Productions (Itália), Amuse Video (Japão) e TF1 (França). A série teve altos índices de audiência internacionalmente. No entanto, os índices de audiência caíram durante as duas últimas temporadas do programa e ele foi encerrado em 1998, após seis anos.
Em 2008, foi filmado um especial de reencontro de 17 minutos, intitulado simplesmente "Reunion", estrelado por Peter Wingfield, Elizabeth Gracen e Jim Byrnes, que reprisaram seus papéis em uma história curta que se passa cerca de dez anos após o fim da série. As filmagens ocorreram na casa de praia do produtor Peter Davis, com os atores se oferecendo como voluntários em seus papéis. A trama envolvia Methos planejando se casar com uma mulher mortal, enquanto Amanda refletia sobre sua vida e suas ambições e Joe Dawson se adaptava ao fato de ser aposentado do serviço ativo de Watcher.

### Highlander: The Animated Series(1994–1996)
Uma série animada de 1994, Highlander: The Animated Series, foi ambientada no século 27 em uma Terra pós-apocalíptica, agora governada por um imortal chamado Kortan. O herói da série é um jovem imortal chamado Quentin MacLeod, dublado por Miklos Perlus, que é o último do Clã MacLeod e orientado por um imortal chamado Don Vincente Marino Ramírez. Connor MacLeod apareceu em um episódio durante uma cena de flashback no final do século XX, onde ele morre nas mãos de Kortan depois de profetizar que o vilão um dia será derrotado por Quentin. Para conter a violência, a série cria uma maneira de os imortais transferirem voluntariamente sua energia para outra pessoa, permitindo que Quentin suba no poder sem matar.

### Highlander: The Raven(1998–1999)
Um spin-off de Highlander: The Series, esse programa estrelou Elizabeth Gracen como a popular personagem Amanda Darieux, um papel recorrente que ela desempenhou no programa de TV original. Anteriormente conhecida como uma ladra que evitava confrontos e responsabilidades, a série mostrava Amanda tentando se tornar uma pessoa melhor ao lado de um novo elenco de personagens de apoio. Highlander: The Raven durou uma temporada devido à baixa audiência e às mudanças na forma como os programas eram comercializados.

## Webséries

### The Methos Chronicles(2001)
The Methos Chronicles é uma série de animação em flash baseada em Methos (Peter Wingfield), um imortal de 5.000 anos apresentado em Highlander: The Series. Wingfield deu voz ao personagem na série, que durou apenas uma temporada de oito episódios. Houve conversas sobre o desenvolvimento de uma série live-action no início dos anos 2000 com Wingfield, mas a série nunca entrou em produção. Mais oito episódios de The Methos Chronicles foram produzidos por fãs e lançados no YouTube.

## Outras mídias

### Livros
Vários romances de Highlander foram lançados, incluindo a produção de um livro baseado no primeiro filme por Garry Kilworth e uma linha de livros baseados na série de televisão por vários autores. Os 9 romances Highlander publicados pela Warner Books são:
- The Element of Fire, de Jason Henderson (outubro de 1995)

- Scimitar, de Ashley McConnell (fevereiro de 1996)

- Scotland the Brave, de Jennifer Roberson (setembro de 1996)

- Measure of a Man, de Nancy Holder (maio de 1997)

- The Path, de Rebecca Neason (agosto de 1997)

- Zealot, de Donna Lettow (novembro de 1997)

- Shadow of Obsession, de Rebecca Neason (junho de 1998)

- The Captive Soul, de Josepha Sherman (agosto de 1998)

- White Silence, de Ginjer Buchanan (março de 1999)

Havia um décimo romance em andamento, intitulado Barricades, que seria publicado em julho de 1999, mas a autora Donna Lettow adoeceu antes de poder concluí-lo e, quando se recuperou, os livros não estavam mais sendo publicados.
Os livros de não-ficção sobre Highlander incluem The Best of Highlander: The Book, de Maureen Russell, e Fearful Symmetry: The Essential Guide to All Things Highlander - um guia para os filmes e a série de televisão Highlander, explorando os filmes e a série, além de entrevistas com muitos dos principais envolvidos na frente e atrás das câmeras.

### Quadrinhos
A série de quadrinhos Highlander da Dynamite Entertainment, com a equipe criativa de Brandon Jerwa, Michael Avon Oeming (Red Sonja) e o artista Lee Moder, seguiu Connor MacLeod após sua batalha com Kurgan em Nova York, adotando a ideia da série de TV de que essa não era a batalha final do Prêmio porque muitos imortais ainda existiam na Terra. Seguiram-se duas minisséries que atuaram como prequelas do filme original e uma minissérie que explicava o passado de Kurgan antes de conhecer Connor MacLeod.
Em 2015, a Emerald Star Comics lançou Highlander 3030, escrita por Lennit Williams e Matt Kelly. A história em quadrinhos era uma história oficialmente licenciada que seguia as aventuras de Connor MacLeod em um futuro distópico distante, e até recebeu apoio da conta oficial de Highlander no Facebook. Highlander 3030 teve apenas uma edição lançada digitalmente e foi mal recebida pela crítica. Em uma entrevista no podcast Ten Cent Takes, Kelly confirmou que a história em quadrinhos teve problemas de produção, incluindo a desistência do artista inicial devido a problemas de saúde e a exigência da Davis-Panzer Productions de que o artista substituto, Dan Goodfellow, desenhasse os quadrinhos em um estilo que não era o seu. Assim, o livro foi um fracasso financeiro e a Emerald Star Comics fechou as portas logo depois.

### Áudio
Highlander: The Original Scores, um álbum com músicas dos três primeiros filmes, foi lançado em 1995.
A Big Finish Productions obteve temporariamente a licença para produzir histórias originais em áudio de Highlander. Embora muitos produtos da Big Finish sejam dramas em áudio com elenco completo, alguns envolvem um ator narrando a história e várias partes, enquanto outro ator narra um ou dois outros papéis importantes. Esse formato foi seguido para os áudios de Highlander. Os primeiros quatro áudios estrelam Adrian Paul como Duncan MacLeod e foram lançados mensalmente a partir de junho de 2009. As histórias se passam depois de Highlander: Endgame. No áudio intitulado Kurgan Rising, tanto Kurgan quanto Connor MacLeod parecem retornar dos mortos.
A Big Finish Productions lançou uma segunda série de quatro histórias em áudio de Highlander, cada uma baseada em um dos Quatro Cavaleiros: Kronos, lido por Valentine Pelka, Silas, lido por Richard Ridings, Caspian, lido por Marcus Testory, e Methos, lido por Peter Wingfield.

### Jogos eletrônicos
Highlander, um jogo eletrônico relacionado ao primeiro filme, foi lançado para computadores em 1986. O jogador enfrentava alguns adversários do filme, cada um dos quais precisava ser atingido três vezes para ser derrotado. O jogo foi mal recebido.
Em 1995, foi lançado o jogo Highlander: The Last of the MacLeods, um jogo baseado em Highlander: The Animated Series, para o Atari Jaguar CD.
Um jogo de interpretação de personagens online e em massa para multi-jogadores Highlander foi planejado pela Kalisto Entertainment. Após o fechamento da desenvolvedora, os direitos da franquia de videogames Highlander passaram para a SCi Entertainment em 2004. A nova desenvolvedora decidiu não lançar um novo jogo de Highlander. Os trailers mostraram que o título do jogo teria sido Highlander: The Gathering.
Highlander: The Game e uma versão para PC de Highlander: The Last of the MacLeods também foram cancelados.

### Jogos de cartas colecionáveis
Highlander: The Card Game é um jogo de cartas colecionáveis produzido pela La Montagnard Inc., destinado a simular uma luta de espadas entre dois Imortais.